# 鲁楠
鲁楠（1930年8月—2001年11月），男，祖籍河北献县，生于天津，中华人民共和国农业工程学家、教育家、农村能源专家，沈阳农业大学教授，博士生导师。